# Luis Colina Álvarez
Luis Colina Álvarez (Madrid, 1888. augusztus 12. – 1956. július 22.) spanyol nemzetközi labdarúgó-játékvezető, edző, sportvezető.

## Pályafutása

### Nemzeti játékvezetés
Játékvezetésből Madridban vizsgázott. A madridi labdarúgó-szövetség (FFM) által üzemeltetett labdarúgó bajnokságokban kezdte sportszolgálatát. Az FFM javaslatára a Spanyol labdarúgó-szövetség (RFEF) 1924-től országos bíróként foglalkoztatta. Küldési gyakorlat szerint rendszeres partbírói szolgálatot is végzett. Működési ideje alatt még nem volt nemzeti bajnokság. Az országos játékvezetéstől 1927-ben visszavonult. Országos mérkőzéseinek száma: 36 (1924 –1925).

### Nemzetközi játékvezetés
A Spanyol labdarúgó-szövetség a Játékvezetők Országos Egyesületének javaslatára terjesztette fel nemzetközi játékvezetőnek, a Nemzetközi Labdarúgó-szövetség (FIFA) 1924-től tartotta nyilván bírói keretében. A FIFA JB központi nyelvei közül a spanyolt beszélte. Több nemzetek közötti válogatott és klubmérkőzést vezetett, vagy működő társának partbíróként segített. A nemzetközi játékvezetéstől 1927-ben búcsúzott. Válogatott mérkőzéseinek száma: 2.

#### Olimpiai játékok
Az 1924. évi nyári olimpiai játékokon a FIFA JB bírói szolgálatra alkalmazta. Ha nem vezetett mérkőzést, akkor működő társának partbíróként segített. A kor elvárása szerint az egyes számú partbíró játékvezetői sérülésnél átvette a mérkőzés vezetését. Partbíróként egy mérkőzésre, egyes számú pozícióban kapott küldést. Olimpián vezetett mérkőzéseinek száma: 1+1 (partbíró).
| Időpont         | Helyszín                       | Mérkőzés típusa    | Mérkőzés                                                          | Eredmény | Nézők száma |
| --------------- | ------------------------------ | ------------------ | ----------------------------------------------------------------- | -------- | ----------- |
| 1924. május 29. | Bauer Park Stadion, Saint-Ouen | egyik nyolcaddöntő | Magyarország az olimpiai játékokon–Egyiptom az olimpiai játékokon | 0 – 3    | 4 371       |

## Sportvezetőként
- 1919 –1920 között a Real Madrid CF menedzsere.
- 1924 –1926 között a spanyol Játékvezetők Országos Egyesületének 3. elnöke.

## Külső hivatkozások
- Luis Colina Álvarez. World Referee. [2016. január 29-i dátummal az eredetiből archiválva]. (Hozzáférés: 2016. január 16.)
- Luis Colina Álvarez. footballzz.com. (Hozzáférés: 2016. január 16.)
- Luis Colina Álvarez. eu-football.info. (Hozzáférés: 2016. január 16.)
- Luis Colina Álvarez. bdfutbol.com. (Hozzáférés: 2016. január 16.)
- Luis Colina Álvarez. reddit.com. (Hozzáférés: 2016. január 16.)

| Elődje: Dieste Carlos Vega (2.) | Játékvezetők Országos Egyesületének elnöke 1924–1926 (3.) | Utódja: Antonio de Carcer (4.) |

1. ↑  Diccionario biográfico español (spanyol nyelven). Spanish Biographical Dictionary . Royal Academy of History, 2011
2. ↑  Diccionario biográfico español (spanyol nyelven). Spanish Biographical Dictionary . Royal Academy of History, 2011 (Hozzáférés: 2017. október 9.)